# Бровкин, Николай Фёдорович
Никола́й Фёдорович Бро́вкин (22 февраля (7 марта) 1916, Петроград—2 октября 1986) — советский архитектор.

## Биография
Николай Федорович Бровкин родился 22 февраля (7 марта) 1916 в Петрограде в семье рабочего. Учился в ЛИСИ, после окончания ВУЗа (1940) работал в институте «Выборгпроект», в начале Великой Отечественной войны ушёл на фронт. Во время одного из боёв был ранен и попал в плен. В лагерях тайно вёл дневник с зарисовками, задумав создать «Чёрную книгу». Этот труд никогда не был издан; после смерти архитектора альбом был передан в общество «Мемориал». 8 мая 1945 года концлагерь, в котором находился Бровкин, был освобождён Красной армией и почти сразу архитектор смог создать свою первую самостоятельную профессиональную работу — стелу в Гёрлитце, посвящённую победе над фашизмом. Впоследствии Н. Ф. Бровкин стал автором архитектурных решений множества памятников, установленных в различных населённых пунктах СССР. По словам историка архитектуры В. Г. Исаченко, для памятников, созданных Н. Ф. Бровкиным, «характерны строгость, лаконичность линий и объёмов, связь с конкретной окружающей средой»
В 1950-е был объявлен конкурс проектов Дома Советов в Пензе. Победила работа Н. Ф. Бровкина, выполненная в соавторстве с М. Н. Михайловым и Л. Ю. Гальпериным. После строительства здания в Пензе проект был взят на вооружение и повторён в 13 городах Советского Союза, в том числе в Балашове, Липецке, Новгороде, Орле и Черкассах.